# Michael Kerruish
Son honneur John Michael Kerruish (né le 2 novembre 1948 – mort le 14 juillet 2010), dit Mike Kerruish, C.R., est premier deemster de l'île de Man de 2003 à 2010. Il est lieutenant-gouverneur de l'île un mois en 2005.

## Biographie
Après une formation scolaire à la Douglas High School for Boys de Douglas, puis à l'université de Londres, il est nommé attorney général de l'île de Man entre octobre 1993 et janvier 1998, date à laquelle il est élu deuxième deemster.
Il devient premier deesmter en 2003 et le reste jusqu'à sa mort, survenue le 14 juillet 2010, des suites d'une longue maladie. Son décès est annoncé par le gouvernement de l'île de Man en la personne du lieutenant-gouverneur de l'île, Paul Haddacks, qui le qualifie de « grand homme qui avait voué sa carrière au service public ».

## Prix Deemster-Kerruish
Le 16 juillet 2010, deux jours après le décès de l'homme de loi, est créé le prix Deemster-Kerruish, en l'honneur de Michael Kerruish, dont le but est de distinguer le jeune avocat le plus méritant de l'année et qui sera décerné tous les ans.